# Cryptaranea albolineata
Cryptaranea albolineata là một loài nhện trong họ Araneidae.
Loài này thuộc chi Cryptaranea. Cryptaranea albolineata được Arthur T. Urquhart. miêu tả năm 1893.